# Яд Вашем
Яд Ваше́м (івр. יד ושם, також Яд ва-Шем) — ізраїльський національний меморіал Голокосту. Розміщений на західному схилі гори Герцля в Єрусалимі. Меморіал був заснований в 1953 році рішенням Кнесету з метою увіковічити пам'ять про євреїв — жертв нацизму в 1933—1945 роках та про зруйновані єврейські громади.
Меморіал являє собою комплекс, розташований на площі в 18 гектарів і охоплює Музей історії Голокосту, меморіальні об'єкти — як-от Дитячий меморіал, Зал пам'яті, меморіал депортованим «Вагон для худоби», Партизанська панорама, Стіна пам'яті, колона Героїзму і монумент Єврейським солдатам, — відкриті пам'ятні майданчики — такі, як Долина громад, площа Надії, площа Януша Корчака, площа Сім'ї і площа Варшавського гетто, — Музей мистецтва Голокосту і виставковий павільйон, синагогу, науково дослідний Інститут, візуальний центр, бібліотеку з архівами, видавництво та освітній центр — «Міжнародна школа / інститут досліджень Голокосту».
Яд ва-Шем є другою за відвідуваністю — після Західної Стіни — туристичною визначною пам'яткою Ізраїлю. Вхід до музею безплатний. Меморіал щорічно відвідує більше мільйона осіб.

## Назва
Є біблійна версія походження назви «Я їм дам у Своїм домі та в мурах Своїх місце і ймення (Яд Вашем), що краще воно за синів та дочок, Я дам йому вічне ім'я, яке не понищиться!» (Ісая, розділ 56, вірш 5) (Примітка з орфографії: два іменники єврейською «яд» [пам'ятник/рука] та «шем» [ім'я] в українській транслітерації пишуться з великої букви, тоді як єврейською знак на позначення «і» ["ва"] пишеться з малої). Таке найменування меморіалу Голокосту покликане транслювати ідею створення національної скарбниці імен єврейських жертв, які нікому носити після їх смерті. В оригіналі цей вірш стосується євнухів, які, хоча і не можуть мати дітей, можуть, однак, вічно жити з Богом.

## Історія створення
Ідея створення меморіалу єврейським жертвам нацистського Голокосту на історичній батьківщині єврейського народу зародилася під час Другої світової війни, як реакція на повідомлення про масові вбивства євреїв в окупованих нацистами країнах. Пропозиція про створення меморіалу Яд Вашем було вперше зроблено у вересні 1942 року на зустрічі правління Єврейського національного фонду Мордехаєм Шенхаві, членом кіббуца Мішмар-ха-Емек. У серпні 1945 року план було більш детально обговорено на сіоністській зустрічі в Лондоні. Було затверджено тимчасовий комітет з-поміж сіоністських лідерів, до якого увійшли Давид Ремез як голова, Шломо Залман Шрагаі, Барух Цукерман і Шенхаві. У лютому 1946 року Яд Вашем відкрив офіс в Єрусалимі і відділення в Тель-Авіві, а в червні цього ж року скликав свою першу пленарну сесію. У липні 1947 року в Єврейському університеті в Єрусалимі була проведена Перша Конференція з вивчення Голокосту. Однак, в травні 1948 року Війна за незалежність призвела до зупинки на два роки діяльності комітету. У 1953 році Кнесет — парламент Ізраїлю — одноголосно прийняв Закон про Яд Вашем, заснувавши Управління з увічнення пам'яті мучеників і героїв.
Географічне місце Яд Вашем на західній стороні гори Герцля — ділянці, вільній від вагомих історичних асоціацій — було вибрано з метою транслювати символічне послання про «відродження» після руйнування, що відрізняє Яд Вашем від Палати Голокосту, заснованої в 1948 році на горі Сіон. Таким чином, музей, уздовж стін якого висять таблички, що увічнюють пам'ять про більш ніж 2000 єврейських громад, зруйнованих під час Голокосту, малює Голокост, як продовження «смерті і руйнування», які переслідували єврейські спільноти протягом всієї єврейської історії
Яд Вашем відкрився для відвідування в 1957 році. Виставки концентрувалися на єврейському спротиві в Варшавському гетто, повстаннях в таборах смерті Собібор і Треблінка, і боротьбі тих хто вижив за те, щоб дістатися до Ізраїлю.
У 1993 році почалася підготовка до створення більшого, більш технологічно передового музею, який мав замінити старий музей. Нова будівля була спроєктована ізраїльсько-канадським архітектором Моше Сафді. Проєкт тривав десятиліття і коштував 100 мільйонів доларів. Новий музей був урочисто відкритий 15 березня 2005 року в присутності лідерів 40 країн і колишнього Генерального секретаря ООН Кофі Аннана. Президент Ізраїлю Моше Кацав сказав, що Яд ва-Шем служить «важливим вказівником для всього людства — покажчиком, застерігающим про те, яка коротка відстань відділяє ненависть від вбивства, расизм від геноциду».
У листопаді 2008 року рабин Ісраель Меїр Лау був призначений Головою Ради Яд ва-Шем натомість Томмі Лапіда.
Головою Директорату є Авнер Шалев (з 1993 року), який замінив Іцхака Арада, який прослужив на цій посаді 21 рік.

Яд Вашем
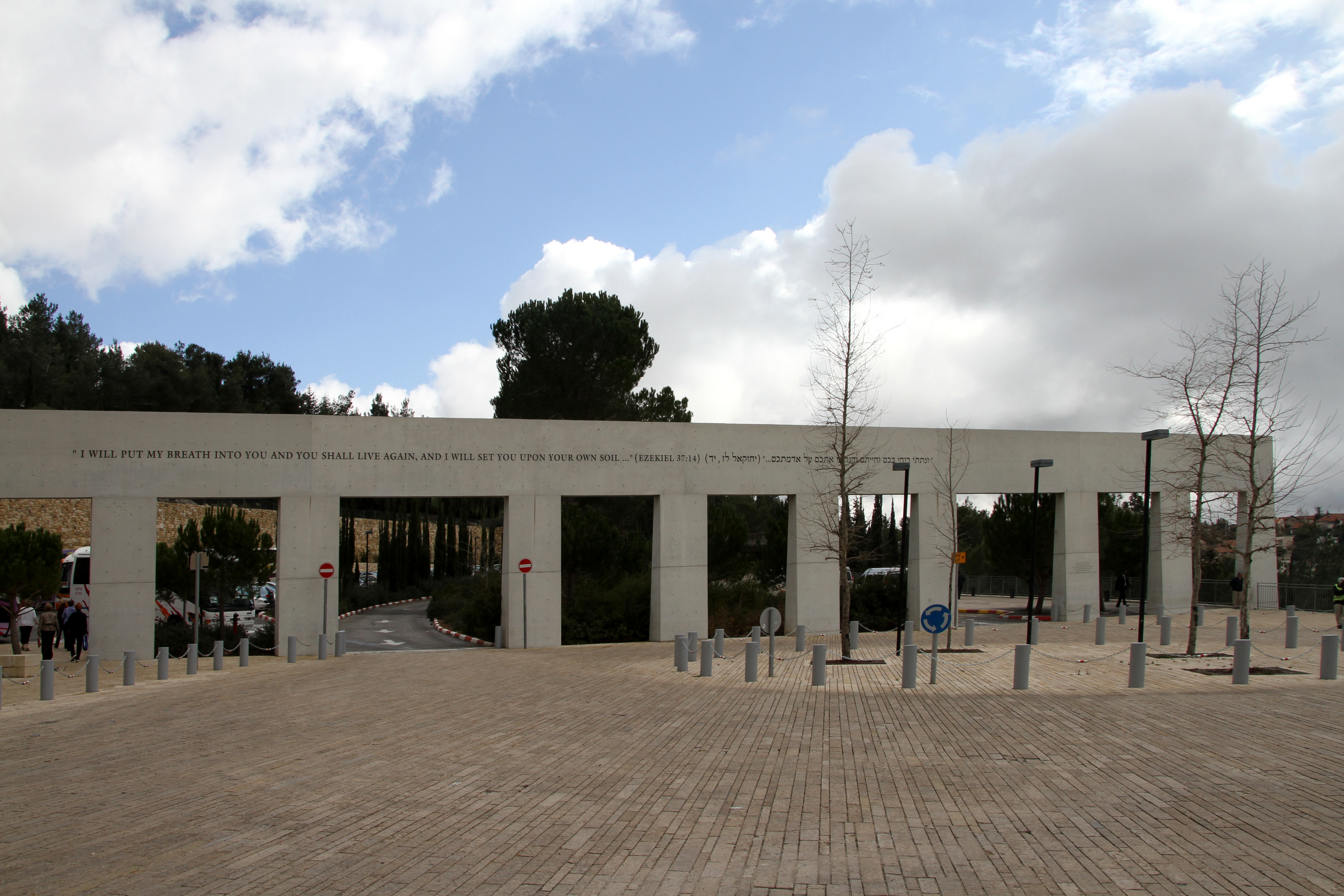
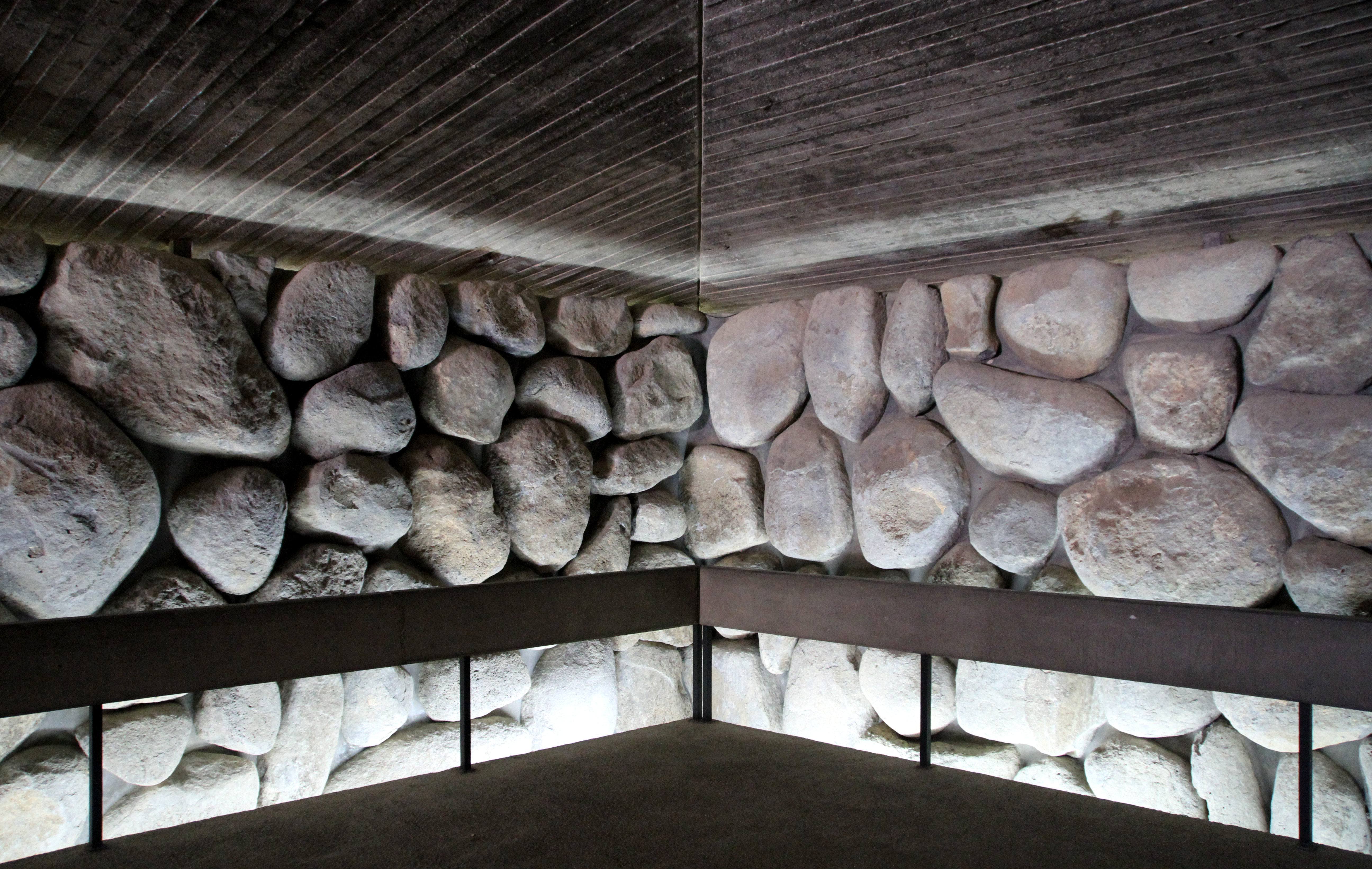
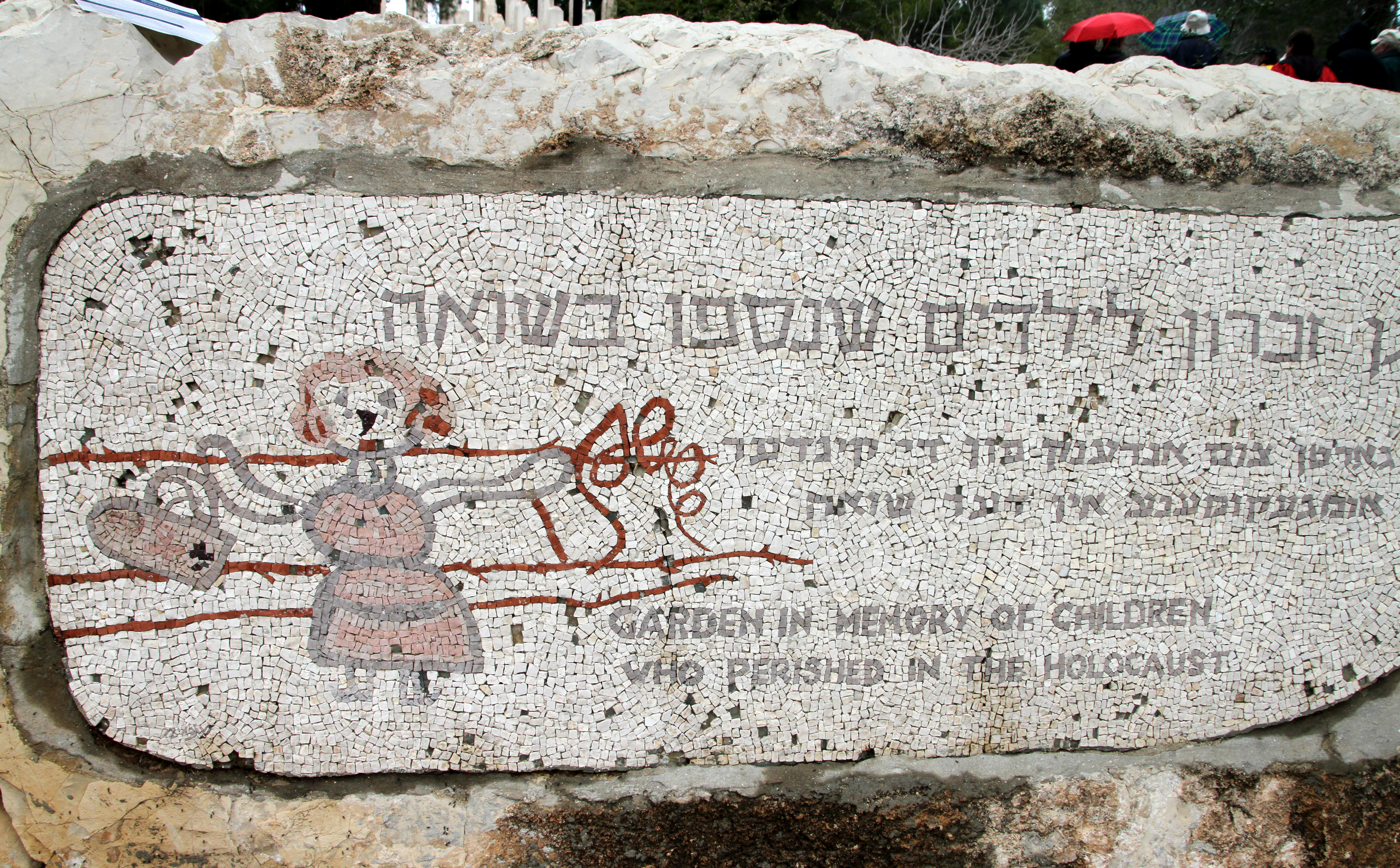
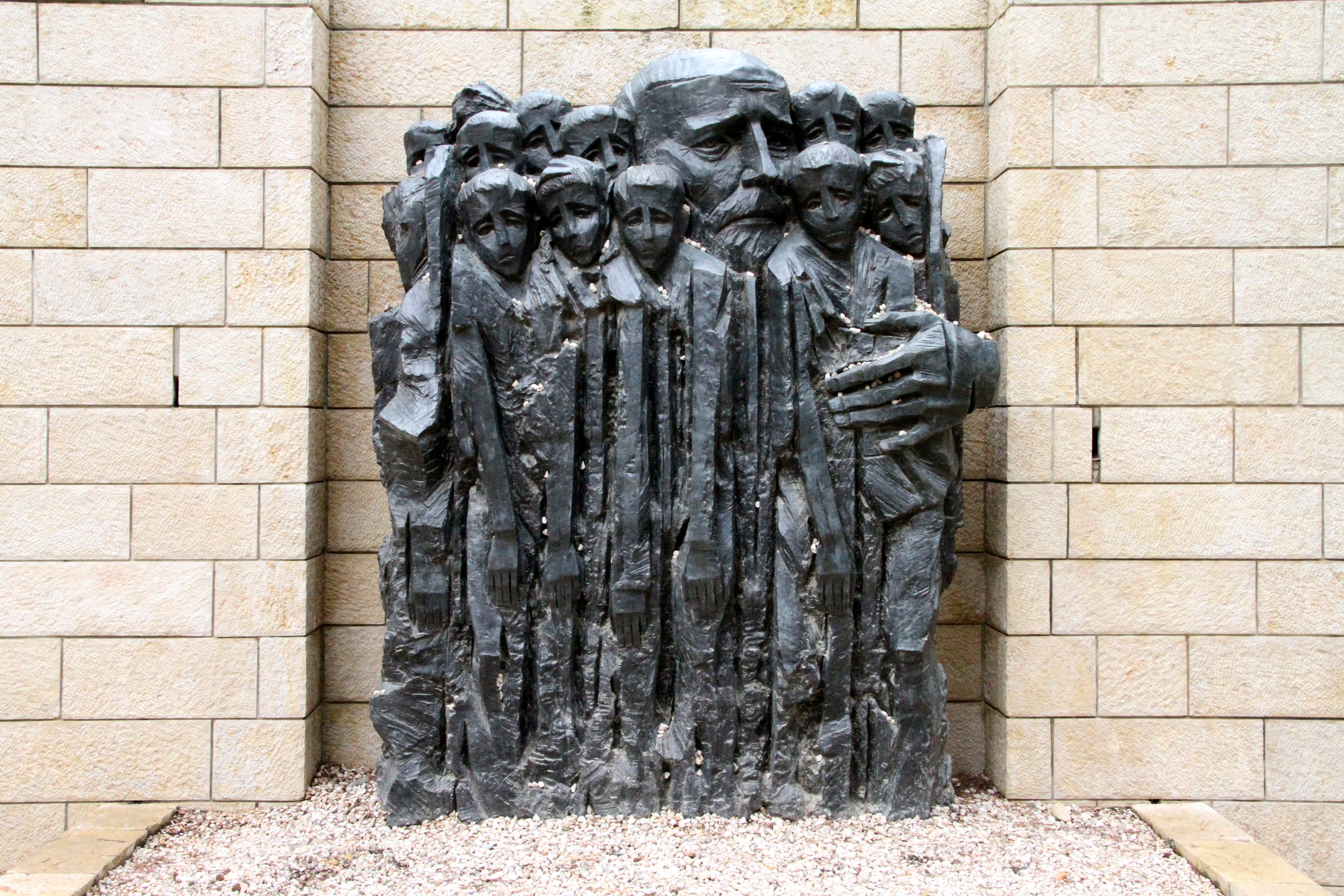
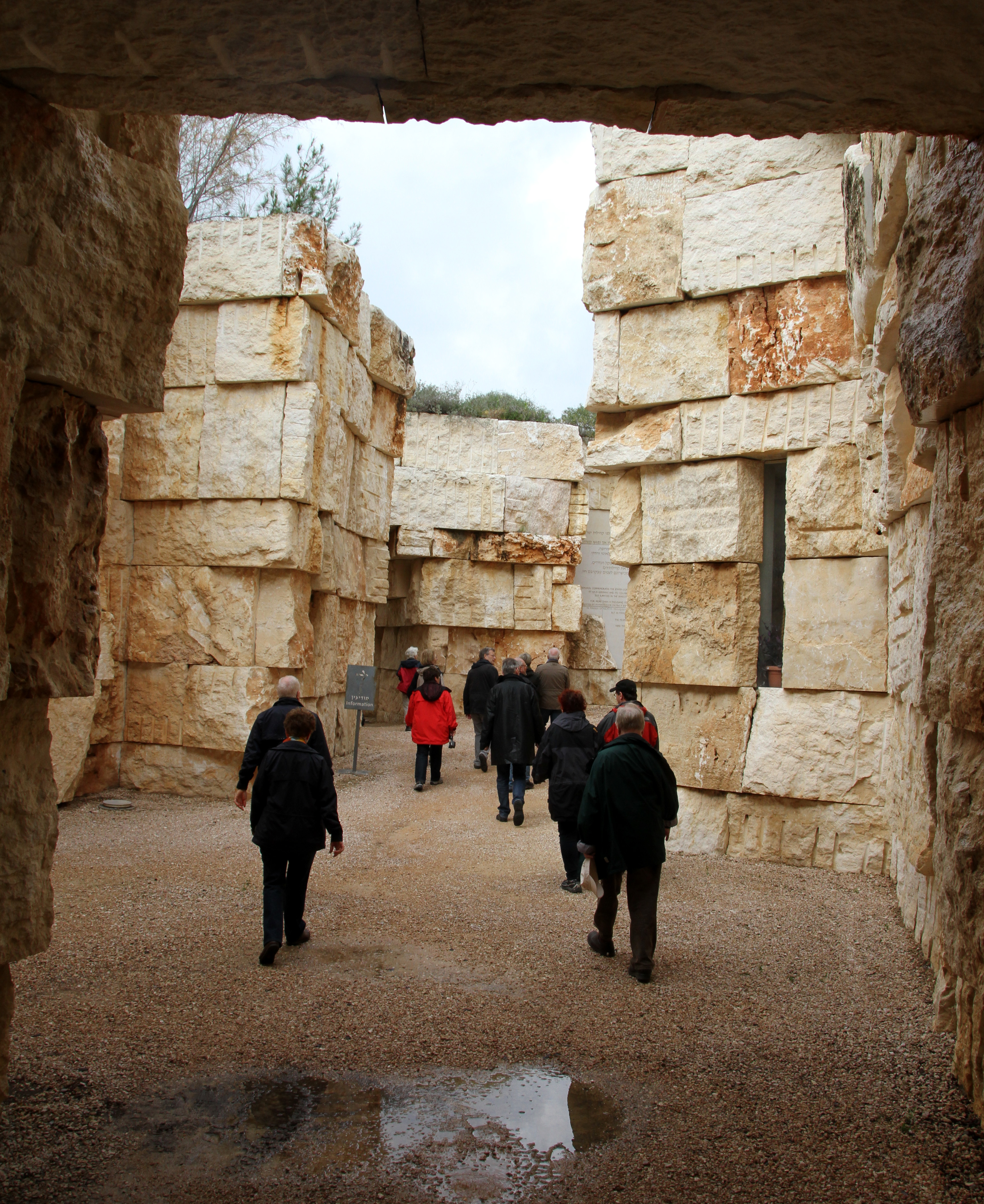
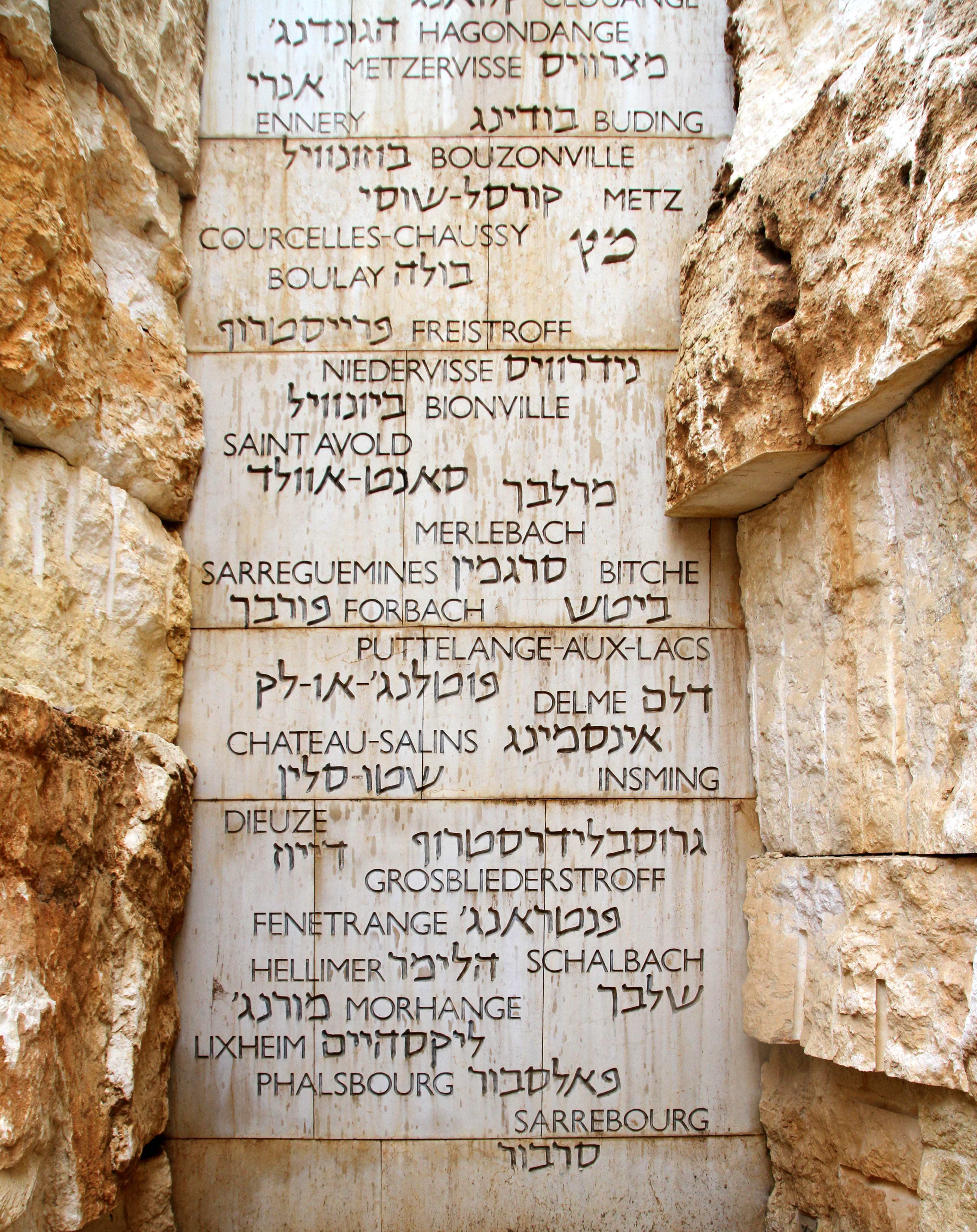